# Kærligheds-Væddemaalet
Kærligheds-Væddemaalet er en dansk stumfilm fra 1917, der er instrueret af August Blom efter manuskript af Harriet Bloch.

## Handling
Denne artikel mangler et handlingsreferat. Hjælp os med at skrive det.

## Medvirkende
- Valdemar Psilander - Maurice Marshall
- Gunnar Sommerfeldt - Erik Valeur, premierløjtnant
- Johanne Fritz-Petersen - Dorrit, Eriks kusine
- Gyda Aller - Elsa, Eriks anden kusine
- Aage Hertel - Baron von Feldthausen, Maurices ven
- Maja Bjerre-Lind